# استفال
الِاسْتِفَالُ ضِدُّ الِاسْتِعْلَاءِ وهو الانخفاض. وفي الاصطلاح هو انخفاض اللسان، أي انحطاطه، عن الحنك الأعلى عند النطق بأغلب حروفه؛ والمستفلُ اللسانُ لا الحرف. حروف الاستفال اثنان وعشرون، وهي الباقية بعد سبعةٍ للاستعلاء.